# Plavání na Letních olympijských hrách 2024 – 200 m volný způsob muži
Závod mužů na 200 m volný způsob na Letních olympijských hrách 2024 se konal od 28. do 29. července 2024 v Paříži.

## Rekordy
| Světový rekord    | Paul Biedermann ( Německo) | 1:42,00 | Řím, Itálie  | 28. července 2009 |
| Olympijský rekord | Michael Phelps ( USA)      | 1:42,96 | Peking, Čína | 12. srpna 2008    |

## Výsledky

### Rozplavby
|  | Postup do semifinále |

| Pořadí | Rozplavba | Plavec                 | Země                   | Čas         |
| ------ | --------- | ---------------------- | ---------------------- | ----------- |
| 1.     | 4.        | David Popovici         | Rumunsko               | 1:45,65     |
| 2.     | 3.        | Danas Rapšys           | Litva                  | 1:45,91     |
| 3.     | 4.        | Lucas Henveaux         | Belgie                 | 1:46,04, NR |
| 4.     | 4.        | Hwang Sun-woo          | Jižní Korea            | 1:46,13     |
| 5.     | 2.        | Maximillian Giuliani   | Austrálie              | 1:46,15     |
| 6.     | 2.        | Matthew Richards       | Velká Británie         | 1:46,19     |
| 7.     | 2.        | Katsuhiro Matsumoto    | Japonsko               | 1:46,23     |
| 7.     | 4.        | Luke Hobson            | Spojené státy americké | 1:46,23     |
| 9.     | 4.        | Thomas Neill           | Austrálie              | 1:46,27     |
| 10.    | 3.        | Lukas Märtens          | Německo                | 1:46,33     |
| 11.    | 3.        | Duncan Scott           | Velká Británie         | 1:46,34     |
| 12.    | 2.        | Kim Woo-min            | Jižní Korea            | 1:46,64     |
| 13.    | 2.        | Rafael Miroslaw        | Německo                | 1:46,81     |
| 14.    | 2.        | Denis Loktev           | Izrael                 | 1:47,01     |
| 15.    | 3.        | Alessandro Ragaini     | Itálie                 | 1:47,31     |
| 16.    | 3.        | Filippo Megli          | Itálie                 | 1:47,39     |
| 17.    | 2.        | Antonio Djakovic       | Švýcarsko              | 1:47,46     |
| 18.    | 1.        | Velimir Stjepanovic    | Srbsko                 | 1:47,56     |
| 19.    | 3.        | Chris Guiliano         | Spojené státy americké | 1:47,60     |
| 20.    | 3.        | Jorge Iga              | Mexiko                 | 1:48,38     |
| 21.    | 1.        | Saso Boskan            | Slovinsko              | 1:48,75     |
| 22.    | 4.        | Pan Zhanle             | Čína                   | 1:49,47     |
| 23.    | 4.        | Ji Xinjie              | Čína                   | 1:49,88     |
| 24.    | 1.        | Omar Abbass            | Sýrie                  | 1:53,01     |
| 25.    | 1.        | Muhammad Ahmed Durrani | Pákistán               | 1:58,67     |
|        | 4.        | Guilherme Costa        | Brazílie               | DNS         |
|        | 3.        | Nandor Nemeth          | Maďarsko               | DNS         |
|        | 2.        | Felix Auböck           | Rakousko               | DNS         |

### Semifinále
|  | Postup do finále |

| Pořadí | Rozplavba | Plavec               | Země                   | Čas     |
| ------ | --------- | -------------------- | ---------------------- | ------- |
| 1.     | 2.        | David Popovici       | Rumunsko               | 1:44,53 |
| 2.     | 2.        | Duncan Scott         | Velká Británie         | 1:44,94 |
| 3.     | 1.        | Luke Hobson          | Spojené státy americké | 1:45,19 |
| 4.     | 1.        | Lukas Märtens        | Německo                | 1:45,36 |
| 5.     | 2.        | Maximillian Giuliani | Austrálie              | 1:45,37 |
| 6.     | 1.        | Danas Rapšys         | Litva                  | 1:45,48 |
| 7.     | 1.        | Matthew Richards     | Velká Británie         | 1:45,63 |
| 8.     | 2.        | Katsuhiro Matsumoto  | Japonsko               | 1:45,88 |
| 9.     | 1.        | Hwang Sun-woo        | Jižní Korea            | 1:45,92 |
| 10.    | 2.        | Thomas Neill         | Austrálie              | 1:46,18 |
| 11.    | 2.        | Lucas Henveaux       | Belgie                 | 1:46,20 |
| 12.    | 1.        | Kim Woo-min          | Jižní Korea            | 1:46,58 |
| 13.    | 1.        | Filippo Megli        | Itálie                 | 1:46,87 |
| 14.    | 2.        | Alessandroo Ragaini  | Itálie                 | 1:47,08 |
| 15.    | 2.        | Rafael Miroslaw      | Německo                | 1:47,34 |
| 16.    | 1.        | Denis Loktev         | Izrael                 | 1:47,93 |

### Finále
| Pořadí                      | Plavec               | Země                   | Čas     |
| --------------------------- | -------------------- | ---------------------- | ------- |
| Zlatá olympijská medaile    | David Popovici       | Rumunsko               | 1:44,72 |
| Stříbrná olympijská medaile | Matthew Richards     | Velká Británie         | 1:44,74 |
| Bronzová olympijská medaile | Luke Hobson          | Spojené státy americké | 1:44,79 |
| 4.                          | Duncan Scott         | Velká Británie         | 1:44,87 |
| 5.                          | Lukas Märtens        | Německo                | 1:45,46 |
| 5.                          | Danas Rapšys         | Litva                  | 1:45,46 |
| 7.                          | Maximillian Giuliani | Austrálie              | 1:45,57 |
| 8.                          | Katsuhiro Matsumoto  | Japonsko               | 1:46,26 |